# Ennio Girolami
Ennio Girolami, conocido también como Enio o con el nombre artístico de Thomas Moore (Roma, Italia, 14 de enero de 1935 - Roma, Italia, 16 de febrero de 2013) fue un actor italiano.

## Biografía
Fue parte de la familia Girolami, de larga trayectoria en el cine italiano. Hijo del director Marino Girolami y hermano del también actor y director Enzo Girolami (conocido como Enzo G. Castellari). Su debut cinematográfico se produjo en la película Fratelli d'Italia dirigido por Fausto Saraceni, en 1952. 
Trabajó posteriormente con mucha frecuencia en el cine musical y en comedias, bajo la dirección de Alberto Lattuada, Giuseppe De Santis, Federico Fellini, y en otras películas bajo la dirección de su propio padre y junto a su hermano.
Ha aparecido escasamente en televisión. Tuvo una participación como narrador en la miniserie El Papa Bueno, sobre la vida de Juan XXIII, en 2003.
Murió en Roma el 16 de febrero de 2013, tras una breve enfermedad.